# Copris orphanus
Copris orphanus är en skalbaggsart som beskrevs av Guérin-Méneville 1847. Copris orphanus ingår i släktet Copris och familjen bladhorningar. Inga underarter finns listade i Catalogue of Life.